# Francisco Martín García
Francisco Martín García (Málaga, 1943 - Ciudad Real, 2003), helenista español.

## Biografía
Se licenció en Filología Clásica y participó en el claustro del incipiente Colegio Universitario de Ciudad Real, que acabaría incorporándose a la todavía nonata Universidad de Castilla-La Mancha. Tras doctorarse en 1979 en la Universidad Complutense, colaboró, para el CSIC, en la primera fase del Diccionario Griego-Español. Catedrático de griego de la Universidad de Castilla-La Mancha, trabajo ampliamente la obra de Polieno y Plutarco –con siete artículos y un volumen de la Biblioteca Clásica Gredos-. También dedicó gran atención a la lexicografía griega, mediante la publicación en Georg Olms de siete libros de índices de diversos autores. Destaca asimismo su dedicación al género fabulístico, con libros y artículos sobre Babrio, Esopo y, muy especialmente, la pervivencia de la fábula esópica en la literatura castellana. En los últimos años su ámbito de trabajo, sin abandonar los campos anteriores, se transformó notablemente y alcanzó a la literatura bizantina, la neogriega y la recepción de los clásicos griegos en occidente en el siglo XIV. Fruto de ello son sus libros sobre Zonaras, las Canciones Populares Griegas y el Libro de los Emperadores de Juan Fernández de Heredia.
En unos años muy difíciles para la pervivencia de los estudios clásicos, fue permanente su aliento para no cejar en su defensa, tanto en el ámbito universitario como en el de la Enseñanza Media. Con frecuencia prestaba su ayuda para la organización de obras de teatro clásico, recitales de música griega, cursos de actualización del profesorado y otras actividades que sirvieran para hacer más presente el mundo clásico a la sociedad actual. Todo ello sin olvidar su condición de Presidente de la Delegación Castellano-Manchega de la Sociedad Española de Estudios Clásicos, a la que dedicaba su atención convencido de la importancia para las Humanidades.

## Obras
- Plutarco, Moralia, Charlas de sobremesa, Libro VII, Cuestión Segunda Madrid: Gredos, 1987 (Traducción de Francisco Martín García).
- Eneas el Táctico,, Poliorcética, Traducción y notas de José Vela Tejada y Francisco Martín García, Madrid: Gredos, 1991.
- Polieno, Estratagemas, Traducción y notas de José Vela Tejada y Francisco Martín García, Madrid: Gredos, 1991
- Francisco Martín García, Antología de fábulas esópicas en los autores catellanos, Cuenca: Ediciones de la Universidad de Castilla-La Mancha, 1996.
- Fábulas esópicas, Traducción de Alfredo Róspide López y Francisco Martín García, Madrid: Editorial Alba, 1989.
- Sobre las simorías de Demóstenes: ritmo, estilo y estructura Ciudad Real: Museo de Ciudad Real, 1981. ISBN 84-600-2263-3
- Indices Excerptarum Poliaeni Leonisque Imperatoris6strategematum Ciudad Real, 1985
- Index Aesopi fabularum, Ciudad Real, 1987.
- Index Mythiaborum babr II Ciudad Real, 1987.
- Index Xenophontis opusculorum Alfredo Róspide López y Francisco Martín García. Hildesheim: Olms-Weidmann, 1994.
- Index Socraticorum Xenophontis operum Alfredo Róspide López y Francisco Martín García. Hildesheim; Zürich; New York: Olms; Weidmann, 1995
- Index popularium carminum Alfredo Róspide López y Francisco Martín García. Hildesheim: Olms-Weidmann, 1997.
- Oppiani Cilicis Halieuticorum Concordantiae (Alpha-Omega Reihe A. CCIII), Hildesheim: Olms-Weidmann, 1999 (en colaboración con Francisco Martín García).
- Juan Zonaras, Libro de los emperadores Versión aragonesa del Compendio de historia universal patrocinada por Juan Fernández de Heredia. Edición de Adelino Álvarez Rodríguez. Fuentes bizantinas de Francisco Martín García. Zaragoza: PUZ-IFC-IEA-Depto. de Educación, Cultura y Deporte del Gobierno de Aragón, 2006.
- "Nexos y partículas adversativas en las fábulas de Esopo" en Stylus: Cuadernos de filología, ISSN 0213-9669, N.º 2, 1987, pags. 289-308